# 奥古斯特·赫尔曼·埃沃贝克
奥古斯特·赫尔曼·埃韦贝克（August Hermann Ewerbeck，1816年11月12日—1860年11月4日），通常被称为赫尔曼，是社会主义政治活动先驱、作家兼翻译家。这位出生于德国的医生，最为人铭记的是作为卡尔·马克思与弗里德里希·恩格斯的早期政治伙伴、空想社会主义组织正义者同盟巴黎支部领袖，以及将艾蒂安·卡贝和路德维希·费尔巴哈的法文著作译介至德语的译者。

## 生平

### 早年经历
赫尔曼·埃韦贝克1816年生于普鲁士但泽，先后毕业于柏林大学与乌得勒支大学。
埃韦贝克1839年以拉丁文撰写的博士论文题为《论主观光学现象》。

### 政治生涯
埃韦贝克是马克思与恩格斯最早的政治伙伴之一，在二人现存最早通信（1844年10月初恩格斯致巴黎马克思的信函）中两次被提及。
埃韦贝克加入正义者同盟巴黎支部后迅速成为核心成员。1847年他以笔名"温德尔·希普勒博士"将艾蒂安·卡贝影响深远的社会主义小说《伊加利亚旅行记》从法语译成德语。
1846年8月，埃韦贝克向恩格斯引荐了支持革命运动的巴黎细木工与鞣皮匠小团体。恩格斯起初对他颇为欣赏，称其"极为开朗、完全顺从、比以往更易接受新思想"，并向马克思表示"他与我在所有问题上都将达成高度一致"。然而好景不长，恩格斯很快厌恶起埃韦贝克的思想，宣称"不得不与如此野蛮的谬论对抗实属耻辱"，特别反对其对皮埃尔-约瑟夫·蒲鲁东与阿纳斯塔修斯·格林思想的推崇。
埃韦贝克还著有《德国哲学与社会主义》一书。
当正义者同盟改组为共产主义者同盟时，埃韦贝克随之成为该组织成员。
埃韦贝克曾与莫泽斯·赫斯、卡尔·路德维希·约翰·德斯特尔等人试图离间马克思与恩格斯。据奥斯卡·J·哈门记载，恩格斯"常为马克思充当打手，此举伤害了其他共产主义者的感情，因其行事往往冲动、粗鲁甚至粗暴"。不过他们分化二人的企图未能成功，马克思在致恩格斯信中明确表示："认为我会抛弃你纯属幻想，你永远是我最亲密的朋友，正如我也是你的一样。"
埃韦贝克曾任《新莱茵报》驻巴黎记者。

### 逝世与影响
赫尔曼·埃韦贝克于1850年退出共产主义者同盟。1860年11月4日逝于巴黎，安葬于拉雪兹神父公墓。

## 著作

### 专著
- 《我为何成为共产主义者及我的共产主义信仰》（Wie ich Communist bin, und mein communistisches Glaubensbekenntniss）。巴黎：1847年。
- 《何谓圣经：依据德国新哲学》（Qu'est-ce que la Bible: d'après la nouvelle philosophie Allemande）编者。巴黎：1850年。
- 《德国与德国人》（L'Allemagne et les Allemands）。巴黎：Garnier fréres出版社，1851年。
- 《现代欧洲语言》（Les langues de l'Europe moderne）与August Schleicher合著。巴黎：Ladrange出版社，1852年。
- 《俄国与欧洲均势》（La Russie et l'équilibre européen）。巴黎：1854年。

### 译作
- 艾蒂安·卡贝，《伊加利亚之旅》（Reise nach Ikarien）译自法文。巴黎：1847年。
- 路德维希·费尔巴哈，《何谓宗教？依据德国新哲学》（Qu'est-ce que la religion? D'après la nouvelle philosophie allemande）译自德文。巴黎：Ladrange出版社，1850年。

## 延伸阅读
- 艾蒂安·卡贝，伊加利亚之旅 巴黎：人民书局，1848年 （法文原版）